# Helga Larsen (född Christensen)
Helga Larsen (född Christensen), född den 10 maj 1891 i Holbæk, Danmark, död den 11 maj 1938 i Mexiko, var en dansk översättare och sekreterare.

## Biografi
Helga Larsen var dotter till Harald Leopold Christensen (1848-1911) och Marie Wiggers (1860-1907). Hon och hennes yngre syster Bodil Christensen (1896-1985) var båda bosatta i Mexiko och intresserade av Mexikos arkeologi och etnografi. Helga Larsen var översättare av spanska-engelska, drev en språkskola och var 1935-1936 sekreterare åt den framstående Maya-arkeologen Sylvanus G. Morley. Hon gifte sig och skilde sig men behöll namnet Larsen efter skilsmässan. När Helga Larsen avled 1938 spred systern Bodil hennes aska över en sluttning.

Bodil Christensen och Helga Larsen på den stora monoliten i Coatlinchán, Mexiko, 1934. Foto: Sigvald Linné.

Helga Larsen och Bodil Christensen hade mycket god kontakt med Etnografiska museet och de deltog båda i Andra svenska Mexiko-expeditionen 1934-1935 med Sigvald Linné (1899-1986) och Gösta Montell (1899-1975), bl.a. i arkeologiska strövtåg i trakten av Calpulalpan i nordvästliga delen av Tlaxcala, insamling av etnografiska föremål i utvalda byar samt fotografering och studium av arbetsmetoder, byggnader, folkseder etc. De bidrog med mycket god information kring föremålen och publicerade artiklar i Etnografiska museets internationella tidskrift Ethnos. Svenska Amerika-Mexiko-Linjen hemtransporterade kostnadsfritt samlingarna. 
Under åren 1935-1936 fortsatte systrarna att samla in föremål från trakter som tidigare ej varit representerade ens i Mexikos nationalmuseum. Vid ett kort besök i Yucatan 1932 hade Sigvald Linné anskaffat några etnografiska föremål som blev början till en Mayasamling. I och med Helga Larsens vistelse vid Carnegie Institutions forskningsstation i Chichen Itza våren och sommaren 1936 fick Mayasamlingen en värdefull fortsättning. Hon förvärvade där en representativ samling som åskådliggjorde Mayaindianernas materiella kultur inom staten Yucatan och ett flertal föremål bland indianerna inom territoriet Quintana Roo.
Föremålen som förvärvades under Andra svenska Mexiko-expeditionen finns idag på Etnografiska museet i Stockholm, liksom de 170 föremål från folkgrupperna Maya, Yaqui, Huichol, Zapoteker, Tarasker, Otomi och Nahua, som systrarna samlade in under åren 1935-1936.
Den norske ingenjören Ola Apenes (1898-1943) bosatte sig i Mexiko 1929. Han blev snabbt intresserad av de gamla mexikanska kulturerna och arbetade på detta område fram till sin död i Kanada 1943. Han blev mycket god vän med systrarna och deltog liksom dem i Andra svenska Mexiko-expeditionen.

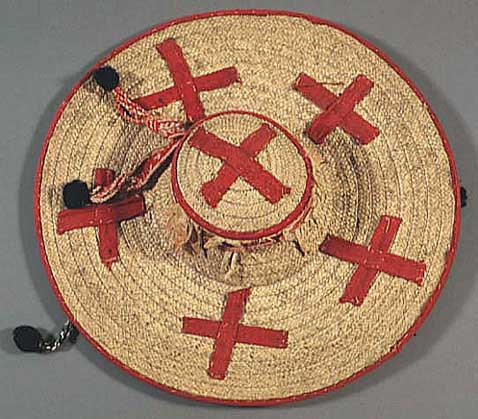
1937.19.0135. Hatt från Mexiko, ur Etnografiska museets samlingar.

## Publikationer
- ”The 260 day period as related to the agricultural life of the ancient Indian”. Ethnos 1936, Volume 1, No 1, sid 9-12. https://doi.org/10.1080/00141844.1976.9980454.
- ”Notes on the volador and its associated ceremonies and superstitions”. Ethnos 1937, Volume 2, No 4, sid 179-192. https://www.tandfonline.com/doi/abs/10.1080/00141844.1937.9980507.
- ”The Mexican Indian flying pole dance”. The National Geographic Magazine, 1937. https://www.worldcat.org/title/mexican-indian-flying-pole-dance-by-helga-larsen/oclc/880737760.
- ”The monolithic rock temple of Malinalco, Mexico”. Ethnos 1938, Volume 3, No 2-3, sid 59-63. https://doi.org/10.1080/00141844.1938.9980535.
- ”Trip from Chichen‐Itzá to Xcacal, Q.R, Mexico”. Ethnos 1964, Volume 29, sid 5-42 (postumt). https://doi.org/10.1080/00141844.1964.9980945.